# Arthemesia
Arthemesia est un groupe de black metal symphonique finlandais formé en 1994. Le groupe prend son nom d’Artemisia absinthium, nom latin de l'absinthe. La musique du groupe est une projection de la philosophie de ses membres, comme la glorification de l'occultisme et autres (satanisme, etc.).

## Biographie
Le groupe est formé en 1994, à l'origine sous le nom de Celestial Agony, par le chanteur Valtias Mustatuuli et le guitariste Routa,mais n'enregistreront leur première démo qu'à partir de 1998, à la période durant laquelle le groupe recrute Jari « Arbaal » Mäenpää à la guitare, Jukka-Pekka Miettinen à la basse, et Oliver Fokin à la batterie. Le premier album du groupe, Devs Iratvs, est compilé de plusieurs démos à sa sortie en 2001. Un premier véritable album studio, ShamaNatahs, est publié en 2004. Mäenpää quitte le groupe pour former Wintersun.

## Anciens membres
- Valtias Mustatuuli – chant
- Jukka-Pekka Miettinen (Mor Voryon) – guitare, clavier, chœurs (ex-Ensiferum)
- S.M. Nekro – guitare
- Magistra Nocte – clavier, chœurs
- Erzebeth Meggadeath – batterie
- Routa – guitare, clavier (Finntroll)
- Kimmo Miettinen (Mor Vethor) – batterie (ex-Cadacross, ex-Ensiferum)
- Jari Mäenpää (Arbaal) – guitare, clavier, chant (Wintersun, ex-Ensiferum)
- Kai Hahto (Dr. KH) – batterie (Wintersun, Swallow the Sun, ex-Rotten Sound)
- Janne Leinonen (G'thaur) – basse (Barathrum)
- Oliver Fokin – batterie (ex-Ensiferum)
- Aconitum – basse

## Discographie
- 1998 : Demo '98
- 1999 : The Archaic Dreamer
- 2001 : Devs Iratvs
- 2002 : Promon02AB
- 2006 : ShamaNatahS
- 2009 : A.O.A